# Boussole électorale
Pour les articles homonymes, voir Boussole (homonymie).
La boussole électorale est un outil d'éducation politique interactif qui permet aux utilisateurs d'explorer leurs positions dans le paysage politique lors d'une élection donnée. La Boussole électorale est conçue afin de fournir aux utilisateurs une évaluation personnalisée, facile à comprendre et à comparer. Les opinions d'un individu sur un ensemble d'enjeux politiques sont agrégés et illustrés dans un espace idéologique bidimensionnel qui comprend aussi la position des différents partis politiques.
La Boussole électorale est également le nom légal d'un organisme canadien sans but lucratif qui est responsable de développer et gérer l'outil du même nom.
L'outil de la Boussole électorale a été pour la première fois lancée lors des élections fédérales canadiennes de 2011. La Société Radio-Canada a parrainé et fait la promotion du projet lors de la campagne électorale. Durant la première semaine en fonction, l'outil de la Boussole électorale a attiré plus d'un million de répondants. À la fin des élections, près de deux millions de répondants l'avaient utilisée. Depuis, différentes versions de la Boussole électorale, toutes commandées la Société Radio-Canada, ont également été lancées lors de l'élection générale ontarienne de 2011, de l'élection générale albertaine de 2012, de l'élection générale québécoise de 2012 et de l'élection générale britanno-colombienne de 2013. En 2012, une version de la Boussole électorale en vue des l'élection présidentielle américaine a été lancée en collaboration avec The Wall Street Journal. Une Boussole électorale a été utilisée en Australie, en collaboration avec le diffuseur public Australian Broadcasting Corporation (ABC), notamment pour les élections de 2013,. Depuis 2017, la Boussole est utilisée en France.

## Historique
La Boussole électorale fut fondée par Clifton van der Linden, un doctorant de l'Université de Toronto en science politique qui en est aussi le directeur exécutif. La conception de l'outil et les opérations de l'organisme sont assurées par Yannick Dufresne, Gregory Eady, Jennifer Hove et Clifton van der Linden.

## Sources existantes
- Université McGill,
- Université Laval
- Conseil de Presse du Québec,
- Huffington Post,
- L'Actualité,
- Source - The canadian journalism project,
- La Presse,
- Estrie Plus,
- Le Droit,
- Macleans,
- Toronto Life,
- Fonds de recherche, société et culture, Gouvernement du Québec,
- Guelph Mercury,
- University of Waterloo,
- Toronto Sun,
- National Post.
- un exemple